# Württemberské kurfiřtství
Württemberské kurfiřtství (německy Kurfürstentum Württemberg) byl krátce v letech 1803–1806 stát Svaté říše římské, který náležel do Švábského kraje. Na kurfiřtství bylo stávající Württemberské vévodství povýšeno francouzským císařem Napoleonem. Po zániku Svaté říše římské roku 1806 se kurfiřt prohlásil králem a Württembersko se stalo královstvím.